# Vahid Halilhodžić
Vahid Halilhodžić (* 15. Oktober 1952 in Jablanica, SFR Jugoslawien, heute Bosnien und Herzegowina) ist ein ehemaliger jugoslawischer Fußballspieler und heutiger -trainer. Er gilt als einer der erfolgreichsten bosnischen Trainer.

## Spielerkarriere
Vahid Halilhodžić begann seine Profikarriere im Jahre 1968 bei FK Turbina Jablanica, wo er drei Jahre lang spielte. Danach folgte der Wechsel zu Velež Mostar. Dort wurde er als Topstürmer bekannt. In 10 Jahren absolvierte er 209 Spiele und erzielte dabei 106 Tore. Außerdem gewann er den jugoslawischen Pokal. 1981 wechselte er zum französischen Verein FC Nantes. Dort zeigte er sich genauso treffsicher wie zuvor bei Velež Mostar. Bei Nantes bestritt er 163 Spiele und schoss 93 Tore. Am Ende wurde er zweimal Torschützenkönig (1983 und 1985) und gewann die Ligue 1 im Jahr 1983. Von 1986 bis 1987 spielte er für Paris Saint-Germain, wo er nur 18 Spiele absolvierte, jedoch acht Tore schoss.

### Nationalmannschaft
Zwischen 1976 und 1982 absolvierte Halilhodžić 15 Spiele für die Jugoslawische Fußballnationalmannschaft und erzielte 8 Tore. Er nahm an der WM 1982 teil und kam dabei zu zwei Einsätzen.

## Trainerkarriere
Seine Trainerkarriere begann er 1990 bei Velež Mostar, dort wo er als Stürmer erst so richtig bekannt geworden war. Er blieb dort bis 1992 Trainer, bis er dann 1993 zum französischen Verein AS Beauvais wechselte, wo er jedoch nur ein Jahr blieb. Weiter machte er als Trainer erst wieder im Jahr 1997 beim marokkanischen Verein Raja de Casablanca, wo er mit am erfolgreichsten war. Er gewann dort in nur einem Jahr den afrikanischen Supercup 1997 sowie die Meisterschaft in Marokko 1997 und 1998. Ab 1998 trainierte er drei verschiedene französische Vereine und zwar den OSC Lille von 1998 bis 2002, Stade Rennes von 2002 bis 2003 und schließlich bei Paris Saint-Germain von 2003 bis 2005. Mit dem OSC Lille stieg er 2000 in die Ligue 1 auf, wurde ein Jahr später französischer Trainer des Jahres. Mit Paris gewann er 2004 den Coupe de France und wurde Vizemeister der Ligue 1. Von 2005 bis 2006 trainierte er den türkischen Verein Trabzonspor, dann ging es nach Saudi-Arabien zu Al-Ittihad. Dort blieb er bis 2008. Dann wurde er Trainer der Elfenbeinküste und sorgte dafür, dass man sich für die Fußball-Weltmeisterschaft 2010 qualifizierte. Am 27. Februar 2010 wurde entlassen, obwohl er nur ein Spiel in zwei Jahren verloren hatte.
Nach der Entlassung von Velimir Zajec übernahm er den Posten des Trainers bei Dinamo Zagreb. Nachdem er mit Dinamo das kroatische Double gewonnen hatte, akzeptierte er das Angebot des algerischen Fußballverbandes, ab dem 1. Juli 2011 als Nationaltrainer der algerischen Nationalmannschaft zu arbeiten. Die Nordafrikaner führte er zur WM 2014 nach Brasilien. Dort wurde das erstmalige Erreichen eines WM-Achtelfinales gefeiert. Dennoch entschloss sich Halilhodžić nach dem Ausscheiden gegen Deutschland, seinen Vertrag mit dem algerischen Fußballverband nicht zu verlängern. Im Anschluss übernahm er den Trainerposten beim türkischen Erstligisten Trabzonspor.
Halilhodžić wurde vor dem 9. Spieltag am 8. November 2014 bei Trabzonspor entlassen.
Im März 2015 wurde er als Nationaltrainer der japanischen Fußballnationalmannschaft benannt.
2017 gelang ihm die Qualifikation zur WM Endrunde 2018 in Russland. Im April 2018 verkündete der Japanische Fußballverband die Trennung von Halilhodžić. Unbefriedigende Resultate zurückliegender Spiele und sein autoritärer Führungsstil sollen der Grund für die Entlassung sein.
Von Oktober 2018 bis August 2019 trainierte Halilhodžić den französischen Erstligisten FC Nantes.
Im August 2019 wurde Halilhodžić neuer Trainer der Nationalmannschaft Marokkos
Dort wurde er trotz Erreichen der WM-Qualifikation im August 2022 entlassen.

## Sonstiges
Während des Bosnienkrieges 1992 wurde Halilhodžić bei einem Kampf in Mostar verletzt, trainierte aber ein paar Monate später wieder. Er ist verheiratet und hat zwei Kinder.

## Titel als Spieler
- 1978:
  - U-21-Europameister (Jugoslawien)
  - Torschützenkönig der U-21-Europameisterschaft (Jugoslawien)[12]
  - Goldener Spieler (Jugoslawien)[13]
- 1981 – Sieger des Pokals in Jugoslawien (Mostar)
- 1983 – Französischer Meister (FC Nantes)
- 1985 und 1986 – Französischer Vizemeister (FC Nantes)
- 1983 – Endspiel des französischen Pokals (FC Nantes)
- 1983 und 1985 – Torschützenkönig Frankreichs (FC Nantes)

## Titel als Trainer
- 1997 – Sieger des afrikanischen Supercup (Raja de Casablanca)
- 1997 und 1998 – Meistertitel Marokkos (Raja de Casablanca)
- 2000 – Französischer Meistertitel Ligue 2 (OSC Lille)
- 2001 – Französischer Trainer des Jahres
- 2004 – Sieger des französischen Pokals (Paris Saint-Germain)
- 2004 – Vizemeister Ligue 1 (Paris Saint-Germain)
- 2011 – Kroatischer Meister und Pokalsieger (Dinamo Zagreb)